# BSG Halloren Halle

Logo der BSG Halloren Halle

Die BSG Halloren Halle oder auch BSG Empor Halloren Halle war eine Betriebssportgemeinschaft in der Stadt Halle/Saale. Die erfolgreichste Abteilung des Vereins war die Abteilung Handball. Die Handballerinnen der Betriebssportgemeinschaft spielte 25 Jahre in der DDR-Handball-Oberliga und konnten dreimal den FDGB-Pokal gewinnen.

## Geschichte
Die Sektion Handball der BSG Halloren Halle spielte bei den Frauen über viele Spielzeiten sowohl im Hallenhandball als auch im Feldhandball in der jeweils höchsten Spielklasse. So spielte man im Feldhandball ab 1963 bis zur Abwicklung der Liga 1967 in der DDR-Liga. Die beste Platzierung erzielte man mit dem Sieg in der Staffel II im Jahr 1965 und der Teilnahme am Finale gegen den SC Empor Rostock. Das Endspiel um die Meisterschaft am 4. Juli in Staßfurt endete 5:1 für die Rostockerinnen.
Im Hallenhandball spielte die BSG Halloren Halle ab der Saison 1962/63 zunächst in der erstklassigen Liga, konnte sich in der darauf folgenden Saison jedoch nicht für die neu geschaffene Oberliga qualifizieren. Zur Saison 1965/66 gelang der Aufstieg und in der Folge blieb man 20 Jahre im Oberhaus, ehe man 1985 als Letztplatzierter absteigen musste.
Die größten Erfolge der Vereinsgeschichte wurden zwischenzeitlich von der zweiten Mannschaft der Betriebssportgemeinschaft eingefahren. So konnte man in den Saisons 1972, 1974 und 1976 insgesamt dreimal den FDGB-Pokal, den Pokalwettbewerb in der DDR, gewinnen. Die zweite Mannschaft nahm deswegen an dem Wettbewerb teil, da zwischen 1971 und 1976 den Oberligamannschaften eine Teilnahme verwehrt war.
Nach dem Abstieg der BSG 1985 gelang der sofortige Wiederaufstieg und bis zum Ende der Oberliga 1991 blieb man in dieser Spielklasse. So qualifizierte sich der Verein für die Handball-Bundesliga 1991/92. Diese Saison beendete man in der Staffel Süd auf dem letzten Tabellenplatz und musste in der Folge in die 2. Bundesliga absteigen, wo man die Spielzeit 1992/93 im Mittelfeld abschließen konnte. In der darauf folgenden Saison wurde die Mannschaft vom Spielbetrieb abgemeldet.

## Erfolge
- FDGB-Pokalsieger: 1972, 1974, 1976
- Vizemeister 1965 im Feldhandball